# لامونت ستروثيرس
لامونت ستروثيرس (بالإنجليزية: Lamont Strothers)‏ مواليد 10 مايو 1968 في فرجينيا، هو لاعب كرة سلة أمريكي معتزل. بدأ مسيرته الاحترافية في سنة 1991. تم اختياره من قبل فريق غولدن ستايت ووريورز خلال الدرافت. يبلغ طوله 6 قدم 4 بوصة (1.9 م). اعتزل اللعب في 2002.

## روابط خارجية
- لامونت ستروثيرس على موقع إن بي أي (الإنجليزية)
- لامونت ستروثيرس على موقع سبورتس رفرنس (الإنجليزية)
- لامونت ستروثيرس على موقع الدوري الإسباني لكرة السلة (الإسبانية)
- لامونت ستروثيرس على موقع كرة السلة الأوروبية.كوم (الإنجليزية)
- لامونت ستروثيرس على موقع ريلجم (الإنجليزية)
- لامونت ستروثيرس على موقع بروبوليرز (الإنجليزية)
- لامونت ستروثيرس على موقع سبورتس رفرنس (الإنجليزية)